# James Bruce, Bá tước thứ 8 xứ Elgin
James Bruce, Bá tước thứ 8 của Elgin và Bá tước thứ 12 của Kincardine KT, GCB, KCS, PC, FSA Scot (20 tháng 7 năm 1811 – 20 tháng 11 năm 1863) là một nhà ngoại giao và nhà cai trị thuộc địa người Anh. Ông từng là Thống đốc của Jamaica (1842–1846), Thống đốc của Tỉnh Canada (1847–1854), và Phó vương của Ấn Độ (1862–1863). Năm 1857, ông được bổ nhiệm làm Cao ủy kiêm Đặc mệnh toàn quyền Anh tại Trung Quốc và Viễn Đông để hỗ trợ quá trình mở cửa thương mại của Trung Quốc và Nhật Bản với phương Tây. Năm 1860, trong cuộc Chiến tranh nha phiến lần thứ hai với Nhà Thanh, để trả đũa cho việc tra tấn và hành quyết 20 tù nhân châu Âu và Ấn Độ, ông đã ra lệnh phá hủy Vườn Viên Minh ở Bắc Kinh, một kỳ quan kiến trúc với bộ sưu tập vô số tác phẩm nghệ thuật và đồ cổ lịch sử. Sau đó, ông buộc Nhà Thanh ký Công ước Bắc Kinh, đưa Bán đảo Cửu Long vào Thuộc địa Hồng Kông của Anh.
Con trai ông là Victor Bruce, Bá tước thứ 9 của Elgin cũng từng được bổ nhiệm làm Phó vương kiêm Toàn quyền Ấn Độ trong thời gian từ năm 1894 đến 1899 và Bộ trưởng thuộc địa từ 1905 đến 1908.

## Cuộc sống đầu đời và giáo dục
James Brune là con trai của Bá tước Elgin thứ 7 và thứ 11 của Kincardine và người vợ thứ hai của ông, Elizabeth Oswald. James Brune và cha mình đều được sinh vào ngày 20 tháng 7. Ông có tất cả 7 anh chị em trong đó có 4 chị em cùng cha khác mẹ, và một anh trai cùng cha khác mẹ từ cuộc hôn nhân đầu tiên của cha mình. Cha của James Brune được cho là đã trở nên khó khăn về tài chính hơn sau khi ông mua được Elgin Marbles, một bộ sưu tập các tác phẩm điêu khắc bằng đá cẩm thạch cổ điển của Hy Lạp; việc vận chuyển chúng đã khiến ông phải mất một số tiền lớn, nhưng ông đã bán chúng cho Chính phủ Anh với giá rẻ hơn nhiều.
James Bruce được đào tạo tại Eton College và Christ Church, Oxford, tốt nghiệp hạng nhất về Kinh điển năm 1832. Khi ở Oxford, ông đã kết thân với William Ewart Gladstone, thủ tướng tương lai của Vương quốc Anh..

## Sự nghiệp
Ông đắc cử Nghị sĩ quốc hội khu vực Southampton trong cuộc tổng tuyển cử năm 1841, nhưng cuộc tuyển cử đã bị tuyên bố vô hiệu và ông cũng không tham gia vào cuộc bầu cử phụ sau đó. Tháng 11/1841, sau cái chết của cha mình, ông đã lên thừa kế tước vị "Bá tước của Elgin".

### Jamaica
James Bruce trở thành Thống đốc của Jamaica vào năm 1842, Trong thời gian điều hành 4 năm, ông đã thành công trong việc giành được sự tôn trọng của tất cả mọi người. Ông đã cải thiện tình trạng của những người lao động bản xứ, và hoà giải với các chủ đồn điền.

### Canada

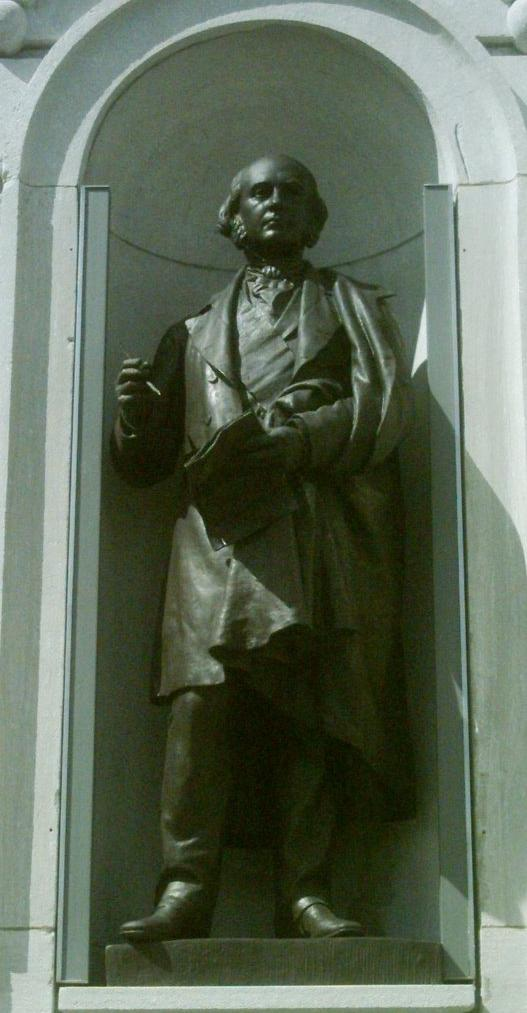
Tượng Elgin trước Tòa nhà Quốc hội ở Quebec

Năm 1847, ông được Thủ tướng Charles Grey bổ nhiệm làm Thống đốc của Tỉnh Canada. Dưới thời điều hành của Bá tước Elgin, những nỗ lực thực sự bắt đầu nhằm thành lập chính phủ có trách nhiệm ở Canada. Bá tước Elgin trở thành Toàn quyền đầu tiên tách mình khỏi các công việc của cơ quan lập pháp. Kể từ đó, Toàn quyền đã có một vai trò chủ yếu mang tính biểu tượng liên quan đến các vấn đề chính trị của đất nước. Với tư cách là Toàn quyền, ông phải vật lộn với nhập cư ở Canada, một vấn đề chính trong cuộc tranh luận liên tục về nhập cư suốt thế kỷ 19.
Năm 1849, chính phủ Baldwin-Lafontaine thông qua Dự luật về tổn thất của Cuộc nổi dậy (Rebellion Losses Bill), đền bù cho người Canada gốc Pháp về những tổn thất mà họ phải gánh chịu trong Cuộc nổi dậy 1837-1838. Lãnh chúa Elgin đã thuyết phục hoàng gia Anh thông qua dự luật bất chấp sự phản đối gay gắt của những nhà chính trị Tory. Quyết định đã gây ra vụ Đốt Tòa nhà Quốc hội ở Montreal bởi một đám đông người Anh. Elgin đã bị hành hung. Thay vì triệu tập quân đội, ông đã cho đưa gia đình về nơi cư trú và cho phép chính quyền dân sự vãn hồi trật tự. Do các mối quan hệ của ông với Hoa Kỳ, sự ủng hộ của ông đối với việc tự trị và bảo vệ thuộc địa, cũng như việc giải quyết các vấn đề về tự do thương mại và nghề cá, ông đã được trao tước hiệu Nam tước xứ Elgin thuộc Đẳng cấp quý tộc Vương quốc Liên hiệp Anh.
Elgin đã ủng hộ Báo cáo Bagot, được xuất bản năm 1847 bởi Toàn quyền Charles Bagot, và được coi là tài liệu nền tảng cho Hệ thống trường học nội trú của người da đỏ Canada. Elgin đã bị ấn tượng bởi các trường công nghiệp mà ông đã thấy khi ở Tây Ấn.
Ngay sau khi ông trở lại Anh vào năm 1854, Lãnh chúa Palmerston đề nghị ông tham gia vào nội các với tư cách là Tướng quốc Lãnh địa Công tước Lancaster, nhưng ông đã từ chối.

## Đặc sứ tại Trung Quốc và Nhật Bản

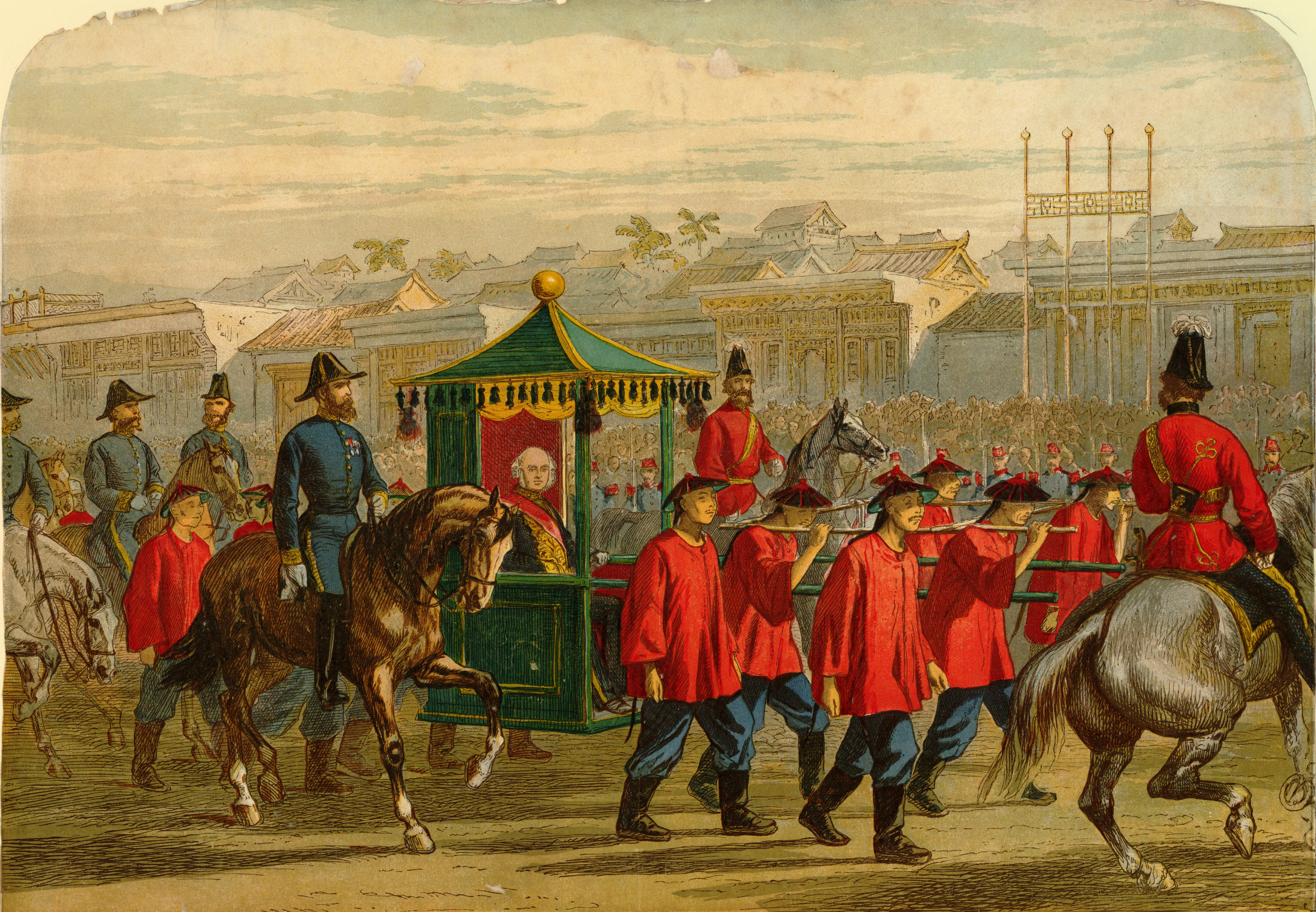
Lãnh chúa Elgin đến Bắc Kinh vào năm 1860

Năm 1857, Lãnh chúa Elgin được bổ nhiệm làm Cao ủy kiêm Đặc mệnh toàn quyền tại Trung Quốc và Viễn Đông để hỗ trợ quá trình mở cửa thương mại của Đại Thanh và Nhật Bản với phương Tây. Trong Chiến tranh nha phiến lần thứ hai, ông cho bắn phá Canton (Quảng Châu) và giám sát việc kết thúc chiến tranh thông qua ký Hiệp ước Thiên Tân vào ngày 26 tháng 6 năm 1858.
Năm 1859, quân đội Nhà Thanh tiếp tục tấn công người Anh, và Lãnh chúa Russell cử Elgin làm đại sứ đặc biệt để yêu cầu triều đình Hàm Phong ra tuyên bố xin lỗi nước Anh về cuộc tấn công, thực hiện hiệp ước, và bồi thường chiến phí. Vào tháng 6 năm 1860, Lãnh chúa Elgin đến Trung Quốc để hỗ trợ các chiến dịch tiếp theo, mà ban đầu chính ông làm chỉ huy. Vào ngày 18 tháng 10 năm 1860, do không nhận được sự đầu hàng của Trung Quốc, ông đã ra lệnh phá hủy hoàn toàn Cung điện Mùa hè (Yuanming Yuan) bên ngoài thành phố để trả đũa việc tra tấn và hành quyết 20 tù nhân châu Âu và Ấn Độ, trong đó có hai đặc sứ Anh và nhà báo Thomas William Bowlby của tờ The Times.

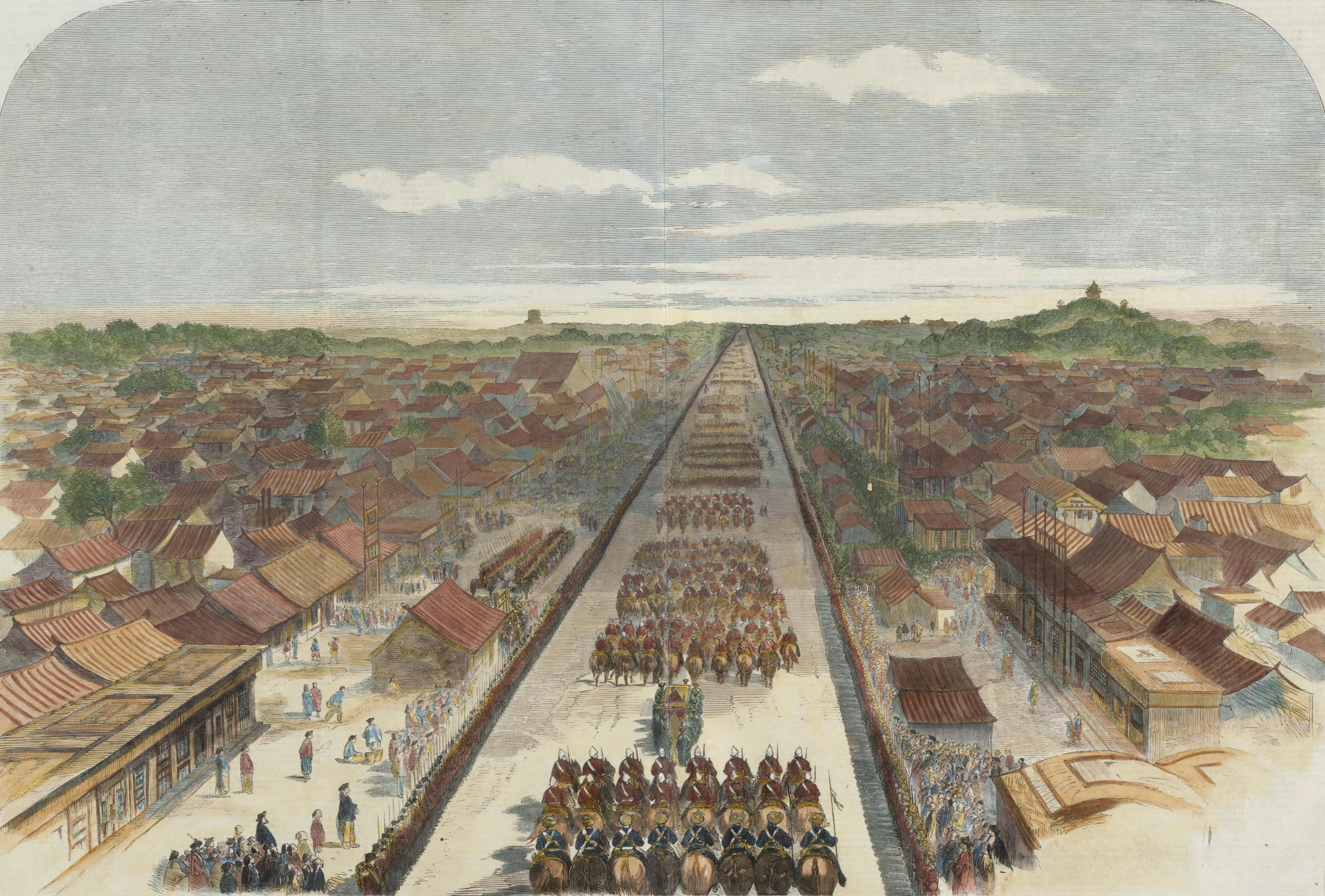
Lễ rước Lãnh chúa Elgin ở Bắc Kinh.

Cung điện Mùa hè là một khu phức hợp gồm các cung điện và khu vườn cách các bức tường thành Bắc Kinh 8 km về phía Tây Bắc; Nó đã được xây dựng trong thế kỷ XVIII và đầu thế kỷ XIX, là nơi các hoàng đế của triều đại Nhà Thanh cư trú và xử lý các công việc của chính phủ. Một số nguồn tin khác cho rằng rằng Lãnh chúa Elgin ban đầu đã tính đến việc phá hủy Tử Cấm Thành. Tuy nhiên, lo sợ rằng hành động này có thể cản trở việc ký kết Công ước Bắc Kinh, nơi mà nó đang được đàm phán, thay vào đó, ông đã chọn phá hủy Cung điện Mùa hè.

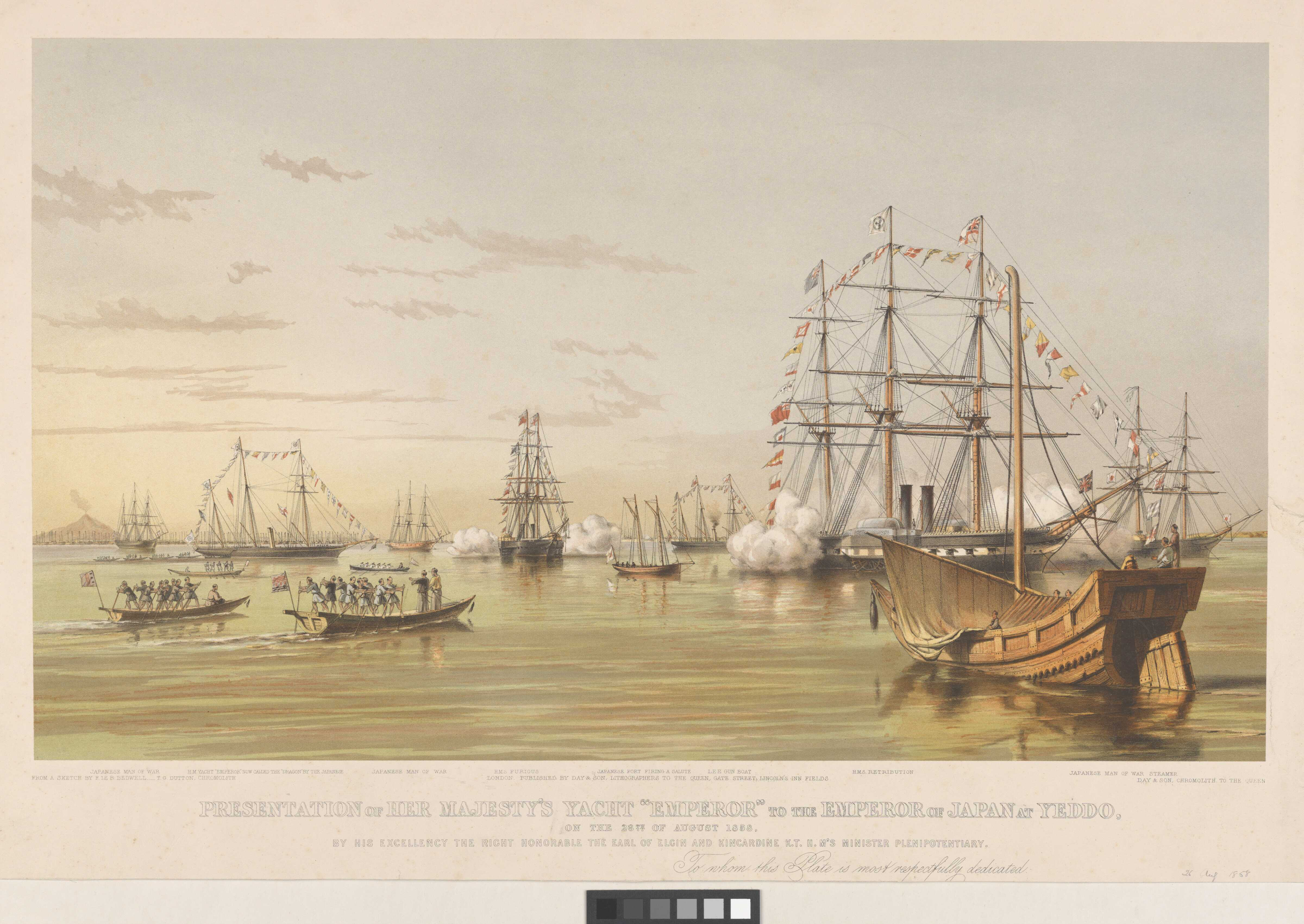
Chiến hạm HMY Emperor chạy bằng hơi nước mà Lãnh chúa Elgin tặng cho chính quyền Mạc Phủ, Nhật Bản

Cung điện Mùa hè đã bị 3.500 quân Anh đốt cháy và nó cháy trong 3 ngày. Lãnh chúa Elgin và quân của ông đã cướp phá nhiều kho báu từ cung điện và đưa chúng về Vương quốc Anh. Vào ngày 24 tháng 10 năm 1860, Lãnh chúa Elgin đã ký Công ước Bắc Kinh, trong đó quy định rằng Trung Quốc phải nhượng vĩnh viễn một phần Bán đảo Cửu Long và Đảo Hồng Kông cho Anh.
Lãnh chúa Elgin đã không hài lòng về các chính sách của Anh trong việc ép buộc các nước Viễn Đông chấp nhận chính sách buôn bán và sử dụng thuốc phiện. Trong một bức thư gửi vợ về vụ đánh bom Canton, ông viết: "Tôi chưa bao giờ cảm thấy xấu hổ về bản thân mình như vậy trong đời".
Giữa 2 chuyến đi đến Trung Quốc, Lãnh chúa Elgin đã đến thăm Nhật Bản. Vào tháng 08/1858, ông đã ký Hiệp ước thân thiện và thương mại Anh-Nhật. Ông cũng đã thay mặt cho Victoria của Anh tặng cho chính quyền Mạc Phủ Tokugawa Chiến hạm HMY Emperor chạy bằng hơi nước để làm quà kỷ niệm ngày ký hiệp ước.

## Ấn Độ
Trong vòng một tháng kể từ khi Elgin trở lại Anh, Lãnh chúa Palmerston đã bổ nhiệm ông làm Phó vương kiêm Toàn quyền của Ấn Độ. Elgin trở thành phó vương vào năm 1862, là phó vương đầu tiên do Nữ hoàng Anh trực tiếp bổ nhiệm, và kiêm chức Bộ trưởng Ấn Độ trong nội các. Elgin cố gắng kiểm soát người Hà Lan ở Sumatra, và tiến quân đến biên giới Peshawar để thực thi các hiệp ước trước đó.
Ông là người đầu tiên sử dụng Peterhoff, Shimla làm nơi cư trú chính thức của Phó vương Ấn Độ. Năm 1863, ông thực hiện một chuyến đi đến Sialkot, một hành trình gian khổ ở độ cao lớn khiến ông kiệt sức. Ông qua đời vào năm 1863 vì một cơn đau tim khi băng qua một cây cầu treo bằng gỗ bắt qua sông Chadly, giữa Kullu và Lahul. Ông được chôn cất trong sân Nhà thờ Thánh John ở Dharamsala, thuộc bang Himachal Pradesh, Ấn Độ ngày nay.

## Hôn nhân và hậu duệ
Elgin kết hôn lần đầu với Elizabeth Mary Cumming-Bruce, người con duy nhất của nghị sĩ Charles Lennox Cumming-Bruce, vào ngày 22 tháng 4 năm 1841. Cuộc hôn nhân diễn ra ngắn ngủi, vợ ông qua đời ngay sau khi sinh con gái thứ hai vào ngày 7 tháng 6 năm 1843 tại Jamaica.
- Lady Elma (mất năm 1923), kết hôn năm 1864 với Nam tước Thurlow thứ 5.

Vào ngày 7 tháng 11 năm 1846, Elgin kết hôn lần thứ hai với Phu nhân Mary Louisa Lambton, con gái của Bá tước thứ nhất xứ Durham, là Toàn quyền Canada và tác giả của Báo cáo Durham, bà cũng là cháu gái của Bộ trưởng Thuộc địa, Bá tước thứ 3 của Grey (là chú của Albert Grey, Bá tước thứ 4 của Grey, sau này là Toàn quyền Canada).
- Victor Bruce, Bá tước thứ 9 của Elgin (1849–1917)
- Hon. Robert Preston Bruce (1851–1893), Nghị sĩ Quốc hội đại diện cho Fife và W. Fife
- Hon. Frederick John Bruce (1854–1920).

## Di sản
Ở Ontario, các thị trấn Kincardine, Port Elgin và Bruce Mines, và các quận Bruce và Elgin được đặt theo tên hoặc tước phong của Lãnh chúa Elgin để tôn vinh ông. Bán đảo Bruce ở Hồ Huron, và các cộng đồng Elgin, New Brunswick và Elgin, Nova Scotia cũng được đặt theo tên của ông. Có rất nhiều con đường và phố ở Canada và ở Ấn Độ có tên là Elgin.
Cầu Elgin ở Singapore, phố Elgin, Carlton, Bang Victoria, Úc, và phố Elgin, Hồng Kông cũng như Khách sạn Lãnh chúa Elgin ở Ottawa cũng được đặt theo tên của ông.
Di sản của Elgin ở Canada là chủ đề cho bộ phim tài liệu ngắn của Ủy ban Điện ảnh Quốc gia Canada, Lord Elgin: Voice of the People (1959), do Julian Biggs đạo diễn.